# Raonament abductiu
|  | Per a altres significats, vegeu «Abducció». |

L' abducció  (del llatí  abductio  i aquesta paraula de  ab -de lluny- ducere  dur) és un tipus de raonament inicialment posat en evidència per Aristòtil al seu Analytica priora (II, 25). Tal raonament opera amb una mena de sil·logisme on la premissa major és considerada certa mentre que la premissa menor és només probable, per aquest motiu la conclusió a què es pot arribar té el mateix grau de probabilitat que la premissa menor.
Segons el filòsof Charles Sanders Peirce, el mètode abductiu és més que una mena de sil·logisme, és una de les tres formes de raonament al costat del mètode deductiu i el mètode inductiu.

## Lògica
A l'abducció per tal d'entendre un fenomen s'introdueix una Regla que opera en forma d'hipòtesi per a considerar dins d'aquesta regla el possible resultat com un cas particular. 
En altres termes: en el cas d'una  deducció  s'obté una Conclusió « q » d'una Premissa « p », mentre que el raonament abductiu consisteix a explicar « q » mitjançant " p » considerant " p » com una hipòtesi explicativa.D'aquesta manera l'abducció és l'operació lògica per la qual sorgeixen noves hipòtesis.
En molts casos les abduccions no són sinó les conjectures espontànies de la raó. Perquè aquestes hipòtesis sorgeixin cal el concurs de la imaginació i de l'instint. L'abducció és com una espurna de comprensió, un salt per sobre del que ja se sap, per a l'abducció cal deixar lliure la ment. Peirce parla en aquest sentit del  musement , un moment més instintiu que no pas racional en el qual hi ha un flux d'idees, fins que de sobte s'lumina el suggeriment, segons Peirce l'"abducció és el primer pas del raonament científic "( Collected papers  7.218), ja que des de l'inici es fa una restricció d'hipòtesis aplicables a un fenomen. Segons el filòsof nord-americà al Pensament humà té tres possibilitats de crear inferències, o tres diverses maneres de raonar: la deducció, la inducció i l'abducció.

## Exemples
Un exemple de deducció :
Regla: "Totes les boletes de la bossa x són blanques". 

Cas: "Aquestes boletes provenen de la bossa x". 

Deducció: "Aquestes boletes són blanques". 

 Un exemple d'inducció : 

Cas: "Aquestes boletes procedeixen de la bossa x" 

Cas: "Aquestes boletes són blanques". 

Inducció: "A la bossa x totes les boletes són blanques" 

 Un exemple d'abducció : 

Regla: "Totes les boletes de la bossa x són blanques". 

Cas: "Aquestes boletes són blanques" 

Abducció: "Aquestes boletes procedeixen de la bossa x". 

## Revisió
En la  deducció  la Conclusió s'obté de la Premissa: donada la Regla i el Cas, el resultat fa explícit alguna cosa ja implícita a les premisses (es diu aquí que "es passa de l'universal al singular"). La  inducció  en canvi permet crear una Regla (hipotètica) a partir d'un cas i d'un altre cas.. (es passa del singular al "universal"). A diferència de la deducció i de la abducció, la inducció  no  és lògicament vàlida sense confirmacions externes (als exemples donats, n'hi hauria prou amb  una  excepció a la regla perquè la regla quedés falsejada, per exemple, n'hi hauria prou amb una "Boleta negra" ... per més que l'excepció  pot  reforçar en certa manera la "Regla", precisament pel seu caràcter d'excepcionalitat), la inducció i l'abducció no són vàlides sense una ratificació empírica i malgrat totes les possibles ratificacions empíriques sempre sembla haver-hi el risc d'una excepció.
Amb els exemples donats s'observa que, tenim boletes blanques i tenint a disposició una "Regla" com per donar una explicació (sabem que totes les boletes de la borsa x són blanques) aleshores podem hipotetitzar vàlidament que  potser ,  probablement , aquestes boletes blanques procedeixin de la borsa x. D'aquesta manera (tot i la incertesa) hem incrementat el nostre coneixement quan sabem ja una mica més: al principi sabíem que (per exemple) "les boletes eren blanques", ara sabem que poden correspondre al conjunt de la bossa x.
Peirce va considerar l'abducció "com l'única forma de raonar que és realment susceptible d'incrementar el nostre saber, o, millor dit, crear noves idees i preveure-les (en hipotetitzar), atès que està fonamentada en el joc d'hipòtesis probables.
En realitat les tres formes d'inferència lògica (abducció, deducció, inducció) permeten d'incrementar la consciència, encara que en ordre i mesura diferents; sobre això opina Peirce que només l'abducció serveix sols a l'enriquiment cognitiu ... encara que al preu d'un cert risc d'error, si bé s'observa que l'abducció es mostra com la manera inferencial més inductiva.
L'abducció, com la inducció, no conté en si una validesa lògica i ha de ser confirmada, la confirmació però mai podrà ésser absoluta sinó només probable, hi haurà una abducció correcta si la Regla escollida per explicar la Conclusió es confirma tantes vegades de manera que la probabilitat pràcticament equival a una raonable certesa i si no hi ha altres Regles que expliquin igualment bé o millor els fenòmens en qüestió.
En certa manera l'abducció, precisament per la seva imprecisió original implica una manera de pensar  no lineal  (existeix aquí alguna analogia amb el pensament lateral).

## Aplicacions pràctiques
- Es fa servir en la interpretació de la taula de veritat que es crea per diagnosticar una avaria en un circuit electrònic digital, incloent el seu ús als ordinadors.
- Per al semiòtic Umberto Eco, el raonament abductiu és el "raonament del detectiu" quan es poden relacionar diversos indicis dins d'una hipòtesi explicativa vàlida.